# Prolaena ceylonica
Prolaena ceylonica is een keversoort uit de familie zwartlijven (Tenebrionidae). De wetenschappelijke naam van de soort is voor het eerst geldig gepubliceerd in 1858 door Motschulsky.